# Шервож (приток Иньвы)
Шервож — река в России, протекает в Кудымкарском районе Пермского края. Устье реки находится в 241 км по левому берегу реки Иньва. Длина реки составляет 16 км, площадь водосборного бассейна 110 км².
Исток на Верхнекамской возвышенности на границе с Кировской областью, в 11 км к северо-востоку от села Весёлый Мыс. Исток находится на водоразделе с бассейнами Колыча и Чуса. Река течёт на восток и юго-восток, всё течение за исключением устья проходит по ненаселённому лесному массиву. Впадает в Иньву в деревне Нестерова.

### Притоки (км от устья)
- 1,7 км: река Ойвож (лв)
- 4,1 км: река Ичетвож (пр)

## Данные водного реестра
По данным государственного водного реестра России относится к Камскому бассейновому округу, водохозяйственный участок реки — Кама от города Березники до Камского гидроузла, без реки Косьва (от истока до Широковского гидроузла), Чусовая и Сылва, речной подбассейн реки — бассейны притоков Камы до впадения Белой. Речной бассейн реки — Кама.
По данным геоинформационной системы водохозяйственного районирования территории РФ, подготовленной Федеральным агентством водных ресурсов:
- Код водного объекта в государственном водном реестре — 10010100912111100007833
- Код по гидрологической изученности (ГИ) — 111100783
- Код бассейна — 10.01.01.009
- Номер тома по ГИ — 11
- Выпуск по ГИ — 1